# Rampiñete
El rampiñete era una aguja usada por los artilleros que consistía en un hierro largo con una punta torcida, la cual servía para reconocer el metal de la pieza por el fogón. El Diccionario de la Lengua Española DRAE explica que deriva del occitano rampinet, y este del franco *hrampôn, que significaría encoger, arrugar. Lo define como «aguja de hierro grande, con la punta en forma de tirabuzón, que usaban los artilleros para reconocer y limpiar el fogón de las piezas».
Se llama fogón u oído al agujero en vertical que poseían los cañones en su parte posterior-superior. Al cabo de varios disparos el fogón se ensuciaba y embotaba, debiéndose proceder a limpiarlo. Para ello se usaban agujas de fogón; todas eran de hierro acerado, de algo más de un palmo de largas según el calibre de las piezas y tenían uno de sus extremos dispuesto en anilla circular u ovalada para los dedos y el otro de muy diversas formas de punta según para qué se usaran. Las de limpiar se llamaban agujas de caracolillo, ya que tenían una punta en caracol o tirabuzón. Si la punta estaba doblada en pequeño ángulo su nombre era aguja de rampiñete. Cada soldado artillero poseía dos agujas que iban colocadas en la vaina de su machete.
Como hace mucho tiempo que han desaparecido las piezas que tenían fogón, la voz rampiñete ha caído por completo en desuso.